# ブギーナイト・フィーバー
「ブギーナイト・フィーバー」は、キャプテンストライダムの楽曲。2009年5月20日にソニー・ミュージックアソシエイテッドレコーズからメジャー11thシングル（通算12作目）発売。

## 解説
“ディスコ・イヤー”と銘打った2009年第一弾シングルで、アート・ディレクターは信藤三雄。キャプテンストライダムのシングル作品としては前作『人間ナニモノ!?』より約1年ぶりのリリース。
表題曲はサウンドプロデューサーにCHOKKAKUを迎えた。
初回生産限定盤と通常盤の2形態で発売。初回盤はDVD付きで、「ブギーナイト・フィーバー」のPVとメイキングが収録される。PVには亀田史郎、リリー・フランキー、ちわきまゆみらが出演している。
翌年に活動休止となったため、これら3曲はオリジナルアルバムには収録されていない。ただし翌年に発売されたベストアルバム『ベストロリー』にはすべて収められている。またこの作品以降にシングルを発売していないため、キャプテンストライダムの最後のシングル作品となった。
発売された翌月より、本作を引っ提げたワンマンツアー『CTSR DISCO JOURNEY SUMMER』が全国8都市で敢行された。

## 収録曲
| #         | タイトル                     | 作詞                   | 作曲                       | 編曲                   | 時間  |
| --------- | ---------------------------- | ---------------------- | -------------------------- | ---------------------- | ----- |
| 1.        | 「ブギーナイト・フィーバー」 | キャプテンストライダム | 永友聖也                   | CHOKKAKU               | 4:27  |
| 2.        | 「北京原人」                 | 梅田啓介               | 梅田啓介                   | キャプテンストライダム | 4:08  |
| 3.        | 「Shangri-La」               | 電気グルーヴ           | 電気グルーヴ BEBU SILVETTI | キャプテンストライダム | 4:09  |
| 合計時間: | 合計時間:                    | 合計時間:              | 合計時間:                  | 合計時間:              | 12:44 |

| #  | タイトル                                 | 作詞 | 作曲・編曲 |
| -- | ---------------------------------------- | ---- | ---------- |
| 1. | 「Making of "ブギーナイト・フィーバー"」 |      |            |
| 2. | 「ブギーナイト・フィーバー」(Video Clip) |      |            |

## 曲の解説
1. ブギーナイト・フィーバー
J SPORTSプロ野球中継「J SPORTS STADIUM 2009」テーマソング
テーマは「ディスコ」で、歌詞はメンバー3人で持ち寄せたフレーズをコラージュさせて作られた[5]。
2. 北京原人
梅田啓介（Ba）の初単独作詞作曲のファンク・ディスコチューン。一発録音された[5]。
3. Shangri-La
電気グルーヴのカバー曲。2008年に行われた『明日に向かって踊れ!』ツアー終了後にレコーディングされた[5]。
発売に先駆け、本曲の着うたが先行配信された[2]。

## 収録アルバム
ブギーナイト・フィーバー
- ベストロリー

北京原人
- ベストロリー

Shangri-La
- ベストロリー